# Привільська сільська рада (Троїцький район)
| Привільська сільська рада — колишній орган місцевого самоврядування у Троїцькому районі Луганської області з адміністративним центром у с-щі Привілля. Історична дата утворення: в 1960 році. Сільській раді підпорядковані населені пункти: - с-ще Привілля - с. Березівка - с. Вільшани - с. Головкове - с. Лугове - с. Чапліївка - с. Шахове |

## Склад ради
Рада складається з 16 депутатів та голови.

### Керівний склад ради
| ПІБ                             | Основні відомості                                                             | Дата обрання | Дата звільнення |
| ------------------------------- | ----------------------------------------------------------------------------- | ------------ | --------------- |
| Крупко Світлана Панасівна       | Сільський голова, 1955 року народження, освіта, позапартійна                  | 26.03.2006   | 31.10.2010      |
| Ворвуль Володимир Володимирович | Сільський голова, 1972 року народження, освіта вища, член партії Єдиний Центр | 31.10.2010   |                 |

Примітка: таблиця складена за даними джерела